# François Lyrot
François Lyrot (francès: François de Lyrot de La Patouillère)  (Nantes, 26 d'agost de 1732 - Loira Atlàntic, 23 de desembre de 1793) fou un oficial militar realista durant la Revolta de La Vendée.

## Biografia
Abans de la caiguda del rei de França
Els Lyrot són d'Anjou i Poitou. Aquesta família va ser mantinguda en la seva noblesa pel consell el 1695 i el Parlament el 1777. El Lyrot portant: d'atzur al lleó de plata. La casa del Brigolière a Loroux-Bottereau és la seva propietat.
François Lyrot és fill de François Lyrot, assessor del Presidial de Nantes, i de la seva esposa Marie de Lisle de la Nicollière (neta de Guillaume de Lisle). El seu oncle també va ser assessor del rei a la casa de la presidència de Nantes. Es va casar amb Agathe-Marie Joubert l'11 de febrer de 1760, a Saint-Germain-sur-Moine. Vivia al castell de La Jarrie a Saint-Germain-sur-Moine. Després de la mort de la seva esposa el 25 de setembre de 1768, va ser senyor de La Jarrie, Montigné i Saint-Jean-de-Montfaucon.
Abans de la Revolució Francesa, Lyrot era un oficial militar. La majoria dels seus membres de la seva família són oficials de la Royal. Lyrot va ser el primer alcalde de Saint Sebastien-sur-Loire de 1790 a 1791.

## Revolta de la Vendée
A l'edat de gairebé 61 anys, va prendre el lideratge dels descontents a la seva regió, es va llançar a la revolta i va amenaçar Nantes. Al principi, era un oficial de l'exèrcit bonchamps.
El 1793, Lyrot comandà les tropes reialistes al voltant de Loroux-Bottereau, Vertou, Vallet, Clisson i Aigrefeuille-sur-Maine. S'alia amb les tropes de Charette, l'Exèrcit del País de Retz, així com amb les tropes de l'Exèrcit Catòlic i Reial. Es va convertir en el cap de l'exèrcit de loroux, amb uns 3.000 homes. En adonar-se de l'escassetat d'armes i municions dels exèrcits contra-revolucionistes, François de Lyrot va fundar una forja de bales.

## Batalla de Nantes (29 de juny de 1793)
- Article detallat: Batalla de Nantes.

François de Lyrot forma els camps de La Louée i Saint-Julien dues lligues del Nantes. Entre Nantes i Montaigu, Lyrot i d'Esigny tenen tres o quatre mil homes. S'han de defensar al costat del Nantes.
Charette, juntament amb les seves tropes i les de Lyrot, va haver d'ocupar el marge esquerre del Loira, davant dels suburbis de Pont-Rousseau i Saint-Jacques. Han de mantenir els republicans sota el foc de la seva artilleria, mentre que l'Exèrcit Catòlic i Reial, que va arribar per les carreteres de Rennes, Vannes i París, va envair la ciutat des del nord i l'est.
El 20 de juny, Lyrot va emboscar les tropes de Beysser, va intentar capturar-lo i el va derrotar. La cavalleria realista persegueix la legió de Nantes. Amb 10.000 homes i dotze peces de canó, Lyrot ocupa La Croix-Moriceau.
El 28 de juny, va lluitar al costat de Charette i les seves tropes van atacar la posta de Santiago i la Porte de Rennes. Lyrot vol pendre el suburbi de Santiago a tot preu. El 29 de juny, al voltant de les quatre de la tarda, Lyrot, amb uns 5.000 homes, va ocupar el poste de santiago. A les set del matí, els dos caps vendeans encara no tenen notícies dels altres exèrcits i no s'escolta soroll d'armes al nord i a l'est del Loira. Estan sols i decideixen alentir el foc.
Unes hores més tard, quan Charette i Lyrot van alentir el foc, Bonchamps i els seus 8.000 homes van arribar per carretera des de París, a la vista del suburbi de Saint-Donatien. La batalla va ser violenta, però els Vendéens van avançar i van arribar a la vista de la catedral de Sant Pere. Bonchamps tampoc no escolta les armes d'Elbée i Cathelineau.
Nantes no es pren, perquè la seva ubicació geogràfica és especial: el seu riu (el Loira) i els seus dos rius (el Nantes Sevre i l'Erdre) el protegeixen. Al sud, Charette no va poder fer la unió amb Lyrot, els dos exèrcits estan separats pel Nantes-Sevre. Els vaixells que Lyrot havia preparat per travessar el riu estan enfonsats. Per tant, no van poder unir forces contra l'artilleria de Beysser i el general Boisguillon. No eren conscients de la lluita de Niort i del retard del seu exèrcit, ja que estan separats pel Loira. Cap missatger creua el riu.
Igual que Charette, Lyrot va començar a ordenar la retirada de les seves tropes cap a Ancenis.

## Galerne 'acomiadat'(18 d'octubre-23 de desembre de 1793)
Article detallat; Gir de galerna.
El Gir de galerna va ser una campanya militar de la revolta de la Vendée durant la Revolució Francesa que té lloc a Maine, Bretanya i Normandia.
El setembre del 1793, juntament amb d'Elbée i Bonchamps, François de Lyrot va atacar les tropes del general Canclaux, prop de Clisson. Obliguen els republicans retirats i els seus soldats a massacrar un nombre significatiu de ferits que es troben a la part posterior dels fugitius.
A la Segona Batalla de Cholet, a l'octubre de 1793, D'Elbée i Bonchamps, ferits i envoltats pels seus enemics, van ser salvats per François de Lyrot, que protegia una mica la fugida dels Vendéens i alleujava els ferits.
Va ser llavors quan va començar el llarg viatge de l'exèrcit vendeà, després d'haver creuat el riu Loira després de la derrota del Cholet el 17 d'octubre de 1793, va anar a Granville amb l'esperança de trobar reforços des d'Anglaterra. El generalíssim d'Elbée després d'haver estat ferit a Cholet, és Henri de La Rochejaquelein qui, amb 21 anys, és escollit per reemplaçar-lo. Aquest últim és assistit per Stofflet, Antoine-Philippe de La Trémoïlle (Talmont), Lyrot, Fleuriot i Bernard de Marigny. L'exèrcit vendeà va acompanyat de 30.000 a 60.000 no combatents: ferits, ancians, sacerdots, dones i nens. El seu exèrcit estava format per 40.000 soldats, aviat acompanyats per uns 10.000 chouans dirigits per Jean Chouan, Georges Cadoudal i Aimé du Boisguy.
La petita tropa de Lyrot al Baix Poitou va fer una guerra gairebé constantment defensiva, mentre que l'exèrcit reial es va precipitar al canal de la Mànega i es va proveir d'armes i municions. Incapaç de prendre Granville a l'octubre, l'exèrcit vendeà es va retirar a Savenay, on es va trobar el 23 de desembre de 1793.
Al novembre, Lyrot va ser nomenat segon al comandament dels exèrcits contra-revolucionàries. Es va retirar amb els supervivents de la seva divisió, però es va unir als camperols de la Baixa Vendée. Una mica abans d'això, també va ser nomenat membre del Consell Superior Nacional de l'exèrcit vendeà.

## Batalla de Savenay
Article detallat: Batalla de Savenay.
El desembre de 1793, l'exèrcit de Lyrot va atacar victoriosament la ciutat d'Ancenis. Els Vendeans el van deixar i van arribar a Savenay el 21 de desembre, que Lyrot immediatament.
El 23 de desembre de 1793,la batalla va començar a l'alba, però per sorpresa de tots, van ser els Vendeans i els Chouans els que van llançar l'atac per tal de recuperar el bosc de Touchelais per trencar l'encerclament. Aquest atac, liderat per Lyrot, va tenir èxit. La primera línia de granaders es retira, deixant enrere dos canons i quaranta presoners. Immediatament, Kléber va llançar el contraatac al capdavant del regiment de gendarme, que va carregar a la baioneta i va obligar els Vendeans a tornar a les portes de Savenay.
Mentrestant, a la plaça de l'església, els republicans aprofiten la bateria que giren contra els Vendeans. Aquest últim, perseguit pels republicans, es va retirar de Savenay i es va reunir a l'oest de la ciutat. Els Vendeans van agafar les seves dues últimes armes i van intentar cobrir el camí dels ferits i no combatents. Durant aquesta lluita, Lyrot és mort, perforat a trets.
François de Lyrot va ser general durant només uns mesos. Segons Joseph i Louis-Gabriel Michaud, <Era un home suau i virtuós digne de viure en temps millors.>
Al febrer de 2015, la rotonda de Lyrot-de-La-Patouillière a Saint-Sébastien-sur-Loire va ser nomenada en el seu honor i inaugurada pel senador-alcalde Joel Guerriau.